# Sacrifice (2023)
Sacrifice (2023) – gala wrestlingu organizowana przez amerykańską federację Impact Wrestling, która była transmitowana na żywo za pomocą platform Impact Plus i YouTube (dla subskrybentów IMPACT Ultimate Insiders). Odbyła się 24 marca 2023 w St. Clair College w Windsor w prowincji Ontario w Kanadzie. Była to czternasta gala z cyklu Sacrifice, a zarazem druga gala Impact Plus Monthly Specials w 2023 roku.
Na gali odbyło się jedenaście walk, w tym dwie w pre-show i jedna nagrana jako digital exclusive. W walce wieczoru, Time Machine (Alex Shelley, Chris Sabin i Kushida) pokonali Frankiego Kazariana, Richa Swanna i Steve’a Maclina w Six-man Tag Team matchu. W innych znaczących walkach, Bully Ray pokonał Tommy’ego Dreamera w Busted Open matchu, Trey Miguel pokonał Lince’a Dorado broniąc mistrzostwo Impact X Division, Joe Hendry pokonał Briana Myersa broniąc mistrzostwo Impact Digital Media oraz Mike Bailey pokonał Jonathana Greshama w pierwszej walce w karcie. Gala obejmowała również specjalny występ byłego gracza NHL Darrena McCarty’ego oraz powrót Scotta D’Amore i Tashy Steelz.

## Tło
Impact Wrestling ogłosił 14 listopada 2022, że gala Sacrifice odbędzie się 24 marca 2023 w St. Clair College w Windsor w prowincji Ontario w Kanadzie.

## Rywalizacje
Sacrifice oferowało walki wrestlingu z udziałem różnych zawodników na podstawie przygotowanych wcześniej scenariuszy i rywalizacji, które są realizowane podczas cotygodniowych odcinków programu Impact!. Wrestlerzy odgrywają role pozytywnych (face) lub negatywnych bohaterów (heel), którzy rywalizują pomiędzy sobą w seriach walk mających budować napięcie.

### Tommy Dreamer vs. Bully Ray
Po tym, jak Bully Ray obrócił się przeciwko mistrzowi świata Impact Josha Alexandra pod koniec Over Drive w listopadzie poprzedniego roku, Ray rozpoczął feud z byłym przyjacielem Tommym Dreamerem. Przez kilka następnych miesięcy Dreamer zwracał uwagę na to, że Ray nieustannie wyobcowywał się z szatni, aby osiągnąć swoje cele, podczas gdy Ray spluwał na to, że zawsze był bardziej popularny niż Dreamer w każdej promocji, nad którą razem pracowali. Napięcie było tak duże, że obaj chcieli, aby ten drugi wyszedł z Impact Wrestling. Na No Surrender (24 lutego), Ray i Dreamer byli częścią edycji na żywo ich podcastu „Busted Open Radio”, aby wyemitować swoje żale, a gospodarz programu Dave LaGreca przewodniczył jako mediator. Pod koniec segmentu wydawało się, że wrogość pomiędzy nimi ostygła, dopóki Ray nie wylał kawy w twarz Dreamera, po czym roztrzaskał mu dzbanek do kawy na głowie. W filmie opublikowanym na platformach społecznościowych Impact, Dreamer wyzwał Raya na Busted Open match, w którym zwycięzcą byłby ten, który doprowadzi przeciwnika do krwawienia, co zostało oficjalnie ogłoszone na Sacrifice.

### Gisele Shaw vs. Deonna Purrazzo
Podczas pre-show Countdown to No Surrender (24 lutego), Gisele Shaw pokonała Deonnę Purrazzo z powodu ingerencji jej stylisty Jai Vidala i nowej ochroniarki Savannah Evans. Dwa tygodnie później, 9 marca na odcinku Impact!, Kiedy Shaw rzuciła wyzwanie Mickie James o mistrzostwo świata Impact Knockouts, Purrazzo, która komentowała pojedynek, zneutralizowała Vidala i pomogła James w zdobyciu przypięcia na Shaw. 14 marca Impact ogłosił na swojej stronie internetowej, że rewanż pomiędzy Shaw i Purrazzo został oficjalnie ogłoszony na Sacrifice.

### Pojedynek o Impact Digital Media Championship
10 listopada 2022 na odcinku Impact!, Joe Hendry pokonał Briana Myersa i zdobył Impact Digital Media Championship. Od tego czasu, Hendry był uwikłany w waśnie z Moosem i The Major Players (Myers i Matt Cardona) o tytuł, chociaż Myers jeszcze nie dostał rewanżu. 9 marca 2023 na odcinku Impact!, Myers i Moose zaatakowali Hendry’ego za kulisami, a Myers twierdził, że Digital Media Championship należy do niego. W następnym tygodniu, Hendry skonfrontował się z dyrektorem Impact of Authority, Santino Marellą, w sprawie powołania się na klauzulę rewanżową Myersa dla niego, a Marella ogłosił pojedynek o tytuł oficjalnym.

### PCO vs. Kenny King
20 października 2022 na odcinku Impact!, Eddie Edwards powrócił po nieudanej próbie zdobycia mistrzostwa świata Impact na Bound for Glory. Zbierał swoją stajnię Honor No More (Matt Taven, Mike Bennett, Kenny King, PCO i Vincent) i pytał, czy naprawdę wierzą w swoją grupę. W szczególności wyróżnił PCO, którego lojalność kwestionował od czasu Slammiversary, dopóki ten ostatni nie pękł i nie zaatakował każdego członka Honor No More. Niedługo potem Honor No More się rozpadło. Dwa tygodnie później PCO i Edwards bili się na pustyni Great Basin, gdzie Edwards zakopał PCO pod piaskiem. Dwa miesiące później, na Hard To Kill (13 stycznia), po tym jak Edwards pokonał Jonathana Greshama, PCO wrócił i zaatakował Edwardsa łopatą, z którą został pochowany. Ich feud trwał do odcinka Impact! z 9 marca, gdzie obaj ponownie walczyli na pustyni, gdzie wyglądało na to, że PCO zakopie teraz Edwardsa, dopóki ten pierwszy nie zostanie przejechany przez samochód. W następnym tygodniu, Edwards zawołał PCO w promo na ringu, na który PCO odpowiedział, ale został wyrzucony na rampę przez byłego kolegę ze stajni Kenny’ego Kinga. Ponieważ King wydaje się teraz głównym podejrzanym jako kierowca, walka pomiędzy PCO i Kingiem została oficjalnie ogłoszona na Sacrifice.

### Odwołana walka

#### Pojedynek o Impact Knockouts World Championship
Na gali Hard To Kill (13 stycznia), Mickie James pokonała Jordynne Grace i zdobyła tytuł Impact Knockouts World w walce Title vs. Career. Po tym, jak James z powodzeniem obroniła tytuł przeciwko Gisele Shaw 9 marca na odcinku Impact!, Impact ogłosił, że Grace odwoła się do swojej klauzuli rewanżowej i rzuci wyzwanie James na Sacrifice. Jednak 23 marca, Impact ogłosił, że James doznała kontuzji i nie będzie mogła wziąć udziału na Sacrifice. Sytuacja tytułu zostanie omówiona podczas gali.

## Wyniki walk
| Nr | Wyniki | Stypulacje                                          | Czas  |
| --- | --- | --------------------------------------------------- | ----- |
| 1D | El Reverso pokonał Sheldona Jeana poprzez pinfall                                                                                  | Singles match                                       | 5:43  |
| 2P | Eddie Edwards pokonał Bhupindera Gujjara poprzez pinfall                                                                           | Singles match                                       | 7:26  |
| 3P | Rosemary (z Jessicką) pokonała KiLynn King (z Taylor Wilde) poprzez pinfall                                                        | Singles match                                       | 9:06  |
| 4 | Mike Bailey pokonał Jonathana Greshama poprzez submission                                                                          | Singles match                                       | 19:30 |
| 5 | Joe Hendry (c) pokonał Briana Myersa poprzez pinfall                                                                               | Singles match o Impact Digital Media Championship   | 8:50  |
| 6 | Deonna Purrazzo pokonała Gisele Shaw (z Jai Vidalem i Savannah Evans) poprzez submission                                           | Singles match                                       | 9:41  |
| 7 | PCO pokonał Kenny’ego Kinga (z Eddie Edwardsem) poprzez pinfall                                                                    | Singles match                                       | 10:38 |
| 8 | Trey Miguel (c) pokonał Lince’a Dorado poprzez pinfall                                                                             | Singles match o Impact X Division Championship      | 11:49 |
| 9 | Bullet Club (Ace Austin i Chris Bey) (c) pokonali TMDK (Bad Dude Tito i Shane’a Haste’a) poprzez pinfall                           | Tag team match o Impact World Tag Team Championship | 12:25 |
| 10 | Bully Ray pokonał Tommy’ego Dreamera                                                                                               | Busted Open match                                   | 11:13 |
| 11 | Time Machine (Alex Shelley, Chris Sabin i Kushida) pokonali Frankiego Kazariana, Richa Swanna i Steve’a Maclina poprzez submission | Six-man tag team match                              | 21:55 |
| (c) – mistrz/mistrzyni przed walkąD – walka była dark matchem (nietransmitowana w TV)P – walka miała miejsce w pre-show | |                                                     |       |